# The Bastard Sons of Dioniso (album)
The Bastard Sons of Dioniso è il quinto album in studio del gruppo musicale italiano The Bastard Sons of Dioniso, pubblicato l'8 aprile 2014 dalla LP & Friends.
Il brano Ciò che reggeva il mondo dura 4:10. Seguono 40 secondi di silenzio dopodiché da 4:50 a 8:50 è possibile ascoltare un brano strumentale.

## Tracce
1. Bestia tra il bestiame – 4:06
2. Denti – 3:25
3. Trincea – 3:30
4. Compro oro – 4:05
5. Precipito – 3:45
6. Iodio a Milano – 3:51
7. Cassandra – 4:20
8. Samurai – 3:23
9. Ti sei fatto un'idea di me – 3:26 (Bugo)
10. Ciò che reggeva il mondo – 8:48

## Formazione

### Gruppo
- Michele Vicentini – chitarra, voce
- Jacopo Broseghini – basso, voce
- Federico Sassudelli – batteria, voce

### Altri musicisti
- GnuQuartet – archi su Trincea
- Coro Costalta – voci su Precipito

## Personale tecnico
- Gianluca Vaccaro – missaggio audio, mastering

## Classifiche
L'album debutta alla posizione numero 59 della classifica italiana.